# Lady Wood
Albums de Tove Lo
Queen of the Clouds
(2014) Blue Lips
(2017)
Singles
1. Cool Girl
Sortie : 4 août 2016
2. True Disaster (en)
Sortie : 15 novembre 2016

Lady Wood est le deuxième album studio de la chanteuse suédoise Tove Lo, sorti le 28 octobre 2016.

## Composition
Comme Queen of the Clouds, le premier album studio de Tove Lo, Lady Wood est un album-concept ayant pour thème les relations amoureuses. Dans une interview accordée au magazine Fault en octobre 2016, la chanteuse explique que les chansons de cet album parlent de la vie qu'elle a mené durant les deux années précédant sa publication.
Tove Lo considère ses deuxième et troisième albums studio comme un « double-album ». Lady Wood comporte les deux premiers chapitres, « Fairy Dust » et « Fire Fade » qui sont accompagnés par un court-métrage chacun. Blue Lips est composé des deux derniers chapitres « Light Beams » et « Pitch Black ».
La pochette de l'artiste fait fortement référence à celui de Madonna, source d'inspiration de l'artiste.

## Promotion

### Singles
En juillet 2016, Tove Lo poste des gifs et des paroles de chansons sur son compte Instagram, puis annonce que le titre de son prochain single est Cool Girl et dévoile un extrait de la chanson sur son compte Twitter. Le single sort le 4 août 2016 avant d'être envoyé aux radios pop (en) américaines le 23 août. Cette chanson est inspirée par un monologue d'Amy Elliott Dunne, le personnage incarné par Rosamund Pike dans le film Gone Girl de David Fincher,. Un clip vidéo réalisé par Tim Erem (en) sort le 19 août 2016. Il est par la suite inclus dans le court métrage Fairy Dust (en) sorti le 31 octobre.
Le single promotionnel Influence (en), que Tove Lo interprète en duo avec le rappeur américain Wiz Khalifa, sort le 9 septembre 2016. La chanson True Disaster (en) est publiée sur le web le mois suivant avant d'être envoyée le 18 novembre 2016 aux radios américaines comme deuxième single extrait de l'album.

### Tournées
Tove Lo fait la promotion de son deuxième album studio avec la tournée Lady Wood Tour (en). Elle se déroule du 6 février au 14 octobre 2017 en Europe, en Amérique et en Océanie,,. La chanteuse fait aussi la première partie du groupe britannique Coldplay lors de six dates de la tournée A Head Full of Dreams Tour, du 23 septembre au 8 octobre 2017.

## Liste des pistes
| Édition standard | Édition standard                   | Édition standard                                                  | Édition standard                  | Édition standard | Édition standard | Édition standard | Édition standard | Édition standard | Édition standard |
| No               | Titre                              | Auteur                                                            | Producteurs                       | Durée            |                  |                  |                  |                  |                  |
| ---------------- | ---------------------------------- | ----------------------------------------------------------------- | --------------------------------- | ---------------- | ---------------- | ---------------- | ---------------- | ---------------- | ---------------- |
| 1.               | Fairy Dust                         | Ludvig Söderberg                                                  | Ludvig Söderberg                  | 0:57             |                  |                  |                  |                  |                  |
| 2.               | Influence (en) (feat. Wiz Khalifa) | - Tove Lo - Ludvig Söderberg - Jakob Jerlström - Wiz Khalifa      | The Struts                        | 3:44             |                  |                  |                  |                  |                  |
| 3.               | Lady Wood                          | - Tove Lo - Oscar Holter - Ludvig Söderberg                       | - Oscar Holter - Ludvig Söderberg | 3:19             |                  |                  |                  |                  |                  |
| 4.               | True Disaster (en)                 | - Tove Lo - Oscar Holter                                          | Oscar Holter                      | 3:44             |                  |                  |                  |                  |                  |
| 5.               | Cool Girl                          | - Tove Lo - Ludvig Söderberg - Jakob Jerlström                    | The Struts                        | 3:19             |                  |                  |                  |                  |                  |
| 6.               | Vibes (feat. Joe Janiak (en))      | - Tove Lo - Ludvig Söderberg - Jakob Jerlström - Joe Janiak       | The Struts                        | 3:46             |                  |                  |                  |                  |                  |
| 7.               | Fire Fade                          | Ilya Salmanzadeh (en)                                             | Ilya Salmanzadeh                  | 0:52             |                  |                  |                  |                  |                  |
| 8.               | Don't Talk About It                | - Tove Lo - Ilya Salmanzadeh - Carolina Liar                      | Ilya Salmanzadeh                  | 3:54             |                  |                  |                  |                  |                  |
| 9.               | Imaginary Friend                   | - Tove Lo - Ludvig Söderberg - Jakob Jerlström - Joel Little (en) | - Joel Little - The Struts        | 4:12             |                  |                  |                  |                  |                  |
| 10.              | Keep It Simple                     | - Tove Lo - Ali Payami (en)                                       | Ali Payami                        | 3:51             |                  |                  |                  |                  |                  |
| 11.              | Flashes                            | - Tove Lo - Oscar Görres (en)                                     | Oscar Görres                      | 4:16             |                  |                  |                  |                  |                  |
| 12.              | WTF Love Is                        | - Tove Lo - Ludvig Söderberg - Jakob Jerlström                    | The Struts                        | 3:41             |                  |                  |                  |                  |                  |
| 39:35            |                                    |                                                                   |                                   |                  |                  |                  |                  |                  |                  |

## Classements
| Classement (2016)                  | Meilleure position |
| ---------------------------------- | ------------------ |
| Allemagne (Media Control AG)       | 66                 |
| Australie (ARIA)                   | 21                 |
| Belgique (Flandre Ultratop)        | 45                 |
| Belgique (Wallonie Ultratop)       | 60                 |
| Canada (Canadian Albums)           | 14                 |
| Danemark (Tracklisten)             | 13                 |
| Écosse (OCC)                       | 64                 |
| Espagne (Promusicae)               | 63                 |
| États-Unis (Billboard 200)         | 11                 |
| Finlande (Suomen virallinen lista) | 20                 |
| France (SNEP)                      | 133                |
| Norvège (VG-lista)                 | 7                  |
| Nouvelle-Zélande (RIANZ)           | 16                 |
| Pays-Bas (Mega Album Top 100)      | 28                 |
| Royaume-Uni (UK Albums Chart)      | 40                 |
| Suède (Sverigetopplistan)          | 1                  |
| Suisse (Schweizer Hitparade)       | 40                 |

| Classement (2016)         | Meilleure position |
| ------------------------- | ------------------ |
| Suède (Sverigetopplistan) | 90                 |
| Classement (2017)         | Meilleure position |
| Suède (Sverigetopplistan) | 87                 |